# Chevrolet Corvette C1
Chevrolet Corvette este o mașină sport americană produsă de Chevrolet între anii 1953 și 1962. Este primul model din generația Corvette.